# Eloeophila ornata
Eloeophila ornata är en tvåvingeart som först beskrevs av Enrico Adelelmo Brunetti 1912.  Eloeophila ornata ingår i släktet Eloeophila och familjen småharkrankar. Inga underarter finns listade i Catalogue of Life.